# Social Democratic Party (Ruanda)
Die Social Democratic Party (PSD, französisch Parti social-démocrate, deutsch „Sozialdemokratische Partei“) ist eine politische Partei in Ruanda. Sie war nach Beendigung des Völkermords an den Tutsi im Juli 1994 durch die von Paul Kagame angeführte Ruandische Patriotische Front (RPF) Teil der von dieser geleiteten Übergangsregierung. Nach den darauffolgenden ersten Parlamentswahlen 2003 war die sozialdemokratische Partei in jeder Legislaturperiode mit mindestens fünf Sitzen in der Abgeordnetenkammer vertreten. Ihr amtierender Parteivorsitzender ist Vincent Biruta (Stand Juni 2024).

## Parteigeschichte
Die Partei wurde im Juli 1991 gegründet. Erster Vorsitzender war Frédéric Nzamurambaho, ein Hutu aus Gikongoro, der während des Völkermords im April 1994 getötet wurde. Nach der Beendigung des Völkermords an den Tutsi durch die von Paul Kagame geführte Ruandische Patriotische Front (RPF) im Juli 1994 wurden insgesamt 18 Parteien offiziell anerkannt. Die PSD wurde Teil einer Übergangsregierung unter Führung der RPF, zusammen mit der Mouvement Démocratique Républicain (MDR), Parti démocratique islamique (PDI), Liberal Party (PL), Christian Democratic Party (PDC), Rwandan Socialist Party (PSR) und Democratic Union of the Rwandan People (UDPR).
Bei der Parlamentswahl 2003 erreichte die Partei sieben Sitze in der Abgeordnetenkammer und erneut bei der Parlamentswahl 2008. Bei der Präsidentschaftswahl 2010 trat Jean Damascène Ntawukuriryayo als Kandidat der PSD an. Er wurde bei der Wahl mit 5,15 Prozent der Stimmen Zweiter hinter Paul Kagame, der 93,08 Prozent der Stimmen gewann. Bei der darauffolgenden Parlamentswahl im Jahr 2013 erreichte die Partei 13 Prozent der Stimmen und erhielt erneut sieben Sitze in der Abgeordnetenkammer. In der Präsidentschaftswahl 2017 stellte die PSD keinen eigenen Kandidaten auf, sondern unterstützte Amtsinhaber Kagame. Bei der Parlamentswahl 2018 erreichte die Partei zwei Sitze weniger als 2013. Für die Präsidentschaftswahl am 15. Juli 2024 sprach sie Amtsinhaber Paul Kagame erneut ihre Unterstützung aus. Für die am selben Tag stattfindende Parlamentswahl reichte die Partei eine Liste mit 66 Kandidaten ein, darunter 37 Männer und 29 Frauen. Von diesen wurden 59 Kandidaten von der Wahlkommission akzeptiert.
Die PSD ist Mitglied des National Consultative Forum of Political Organizations (NFPO).

## Wahlergebnisse
| Jahr | Stimmen   | %     | Sitze  | Position | Belege              |
| ---- | --------- | ----- | ------ | -------- | ------------------- |
| 2003 | 463.067   | 12,31 | 7 / 80 | 2        | [ 7 ] [ 8 ] [ 11 ]  |
| 2008 | 609.327   | 13,13 | 7 / 80 | 2        | [ 9 ] [ 10 ] [ 11 ] |
| 2013 | unbekannt | 13,00 | 7 / 80 | 2        | [ 12 ]              |
| 2018 | unbekannt | 9     | 5 / 80 | 2        | [ 14 ] [ 15 ]       |

| Jahr | Kandidat                            | Stimmen   | %     | Position | Belege        |
| ---- | ----------------------------------- | --------- | ----- | -------- | ------------- |
| 2003 | Unterstützung von Paul Kagame (RPF) | 3.544.777 | 95,1  | 1        | [ 11 ]        |
| 2010 | Jean Damascène Ntawukuriryayo       | 256.488   | 5,15  | 2        | [ 6 ] [ 11 ]  |
| 2017 | Unterstützung von Paul Kagame (RPF) | 6.675.472 | 98,79 | 1        | [ 13 ] [ 20 ] |
| 2024 | Unterstützung von Paul Kagame (RPF) | 8.822.794 | 99,2  | 1        | [ 16 ] [ 21 ] |

## Mitglieder

### Parteivorstand
Amtierender Parteivorsitzender ist Vincent Biruta, erster Vizepräsident Valens Muhakwa und zweite Vizepräsidentin Véneranda Nyirahirwa. Generalsekretärin ist Jean Chrysostome Ngabitsinze und Schatzmeisterin Muzana Alice (Stand Juni 2024).

### Parlamentsabgeordnete
Im Senat ist François-Xavier Kalinda, Senatspräsident und damit an zweiter Stelle nach dem Staatsoberhaupt im politischen System Ruandas, als Mitglied der PSD vertreten. In die Abgeordnetenkammer zogen als Kandidaten der PSD bei den letzten Parlamentswahlen im Jahr 2018 erfolgreich über die Listenwahl ein:
- Jean Chrysostome Ngabitsinze
- Véneranda Nyirahirwa
- Jean Pierre Hindura
- Géorgette Rutayisire
- Valens Muhakwa

Zudem erhielt bei der Parlamentswahl 2018 Gloriose Uwanyirigira einen Sitz als Frauenrepräsentantin in der Abgeordnetenkammer.

### Weitere Mitglieder

Weitere Parteimitglieder
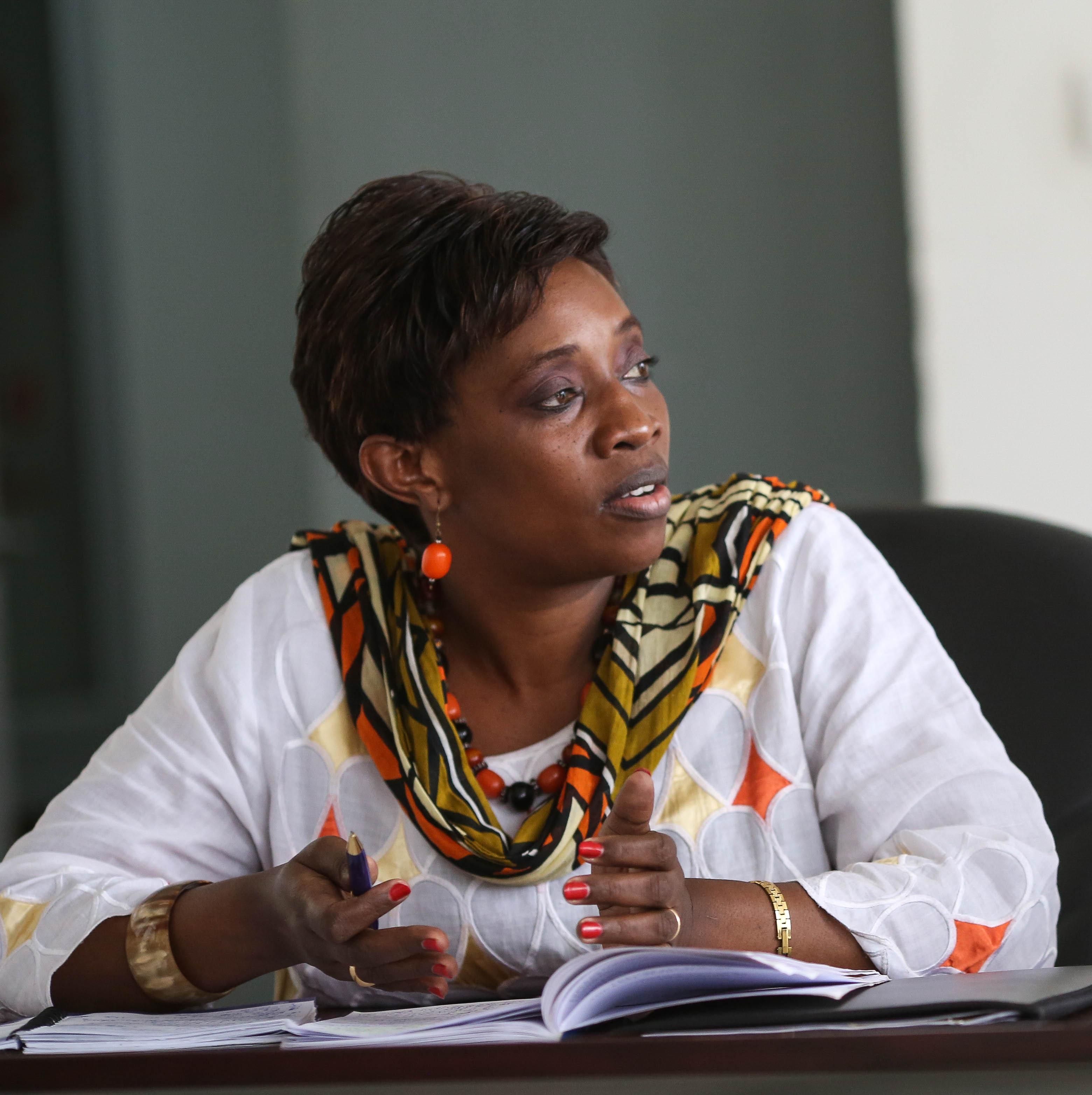
Jacqueline Muhongayire (2014)

Weitere Parteimitglieder sind u. a.:
- Jacqueline Muhongayire, Minister for East African Community von Juli 2013 bis Juli 2014 und anschließend Senatorin
- Anastase Murekezi, ehemaliger Minister für Arbeit und Premierminister von 24. Juli 2014 bis 30. August 2017

### Ehemalige Mitglieder
Ehemalige Parteimitglieder sind u. a.:
- Jean Mbanda, Parlamentsabgeordneter von 1994 bis 1999, 2000 verhaftet